# 应急战斗机方案
应急战斗机方案（德語：Jägernotprogramm）是1944年7月3日，納粹德國空軍作出的决定，納粹德國空軍要求納粹德國飞机制造商研製特殊戰鬥機，這種戰鬥機就叫作「應急戰鬥機」 。不過方案中大部分机型的研发工作都从未突破图纸阶段。